# Érmihályfalva–Nyírábrány-vasútvonal
A Tiszántúl keleti részén fekvő CFR tulajdonú, 421-es számú, 9 km hosszú, egyvágányú, nem villamosított Érmihályfalva–Nyírábrány-vasútvonal a MÁV 105-ös számú Debrecen–Nyírábrány-vasútvonalának folytatása Románia területén, azzal egyszerre épült.

## Forgalom

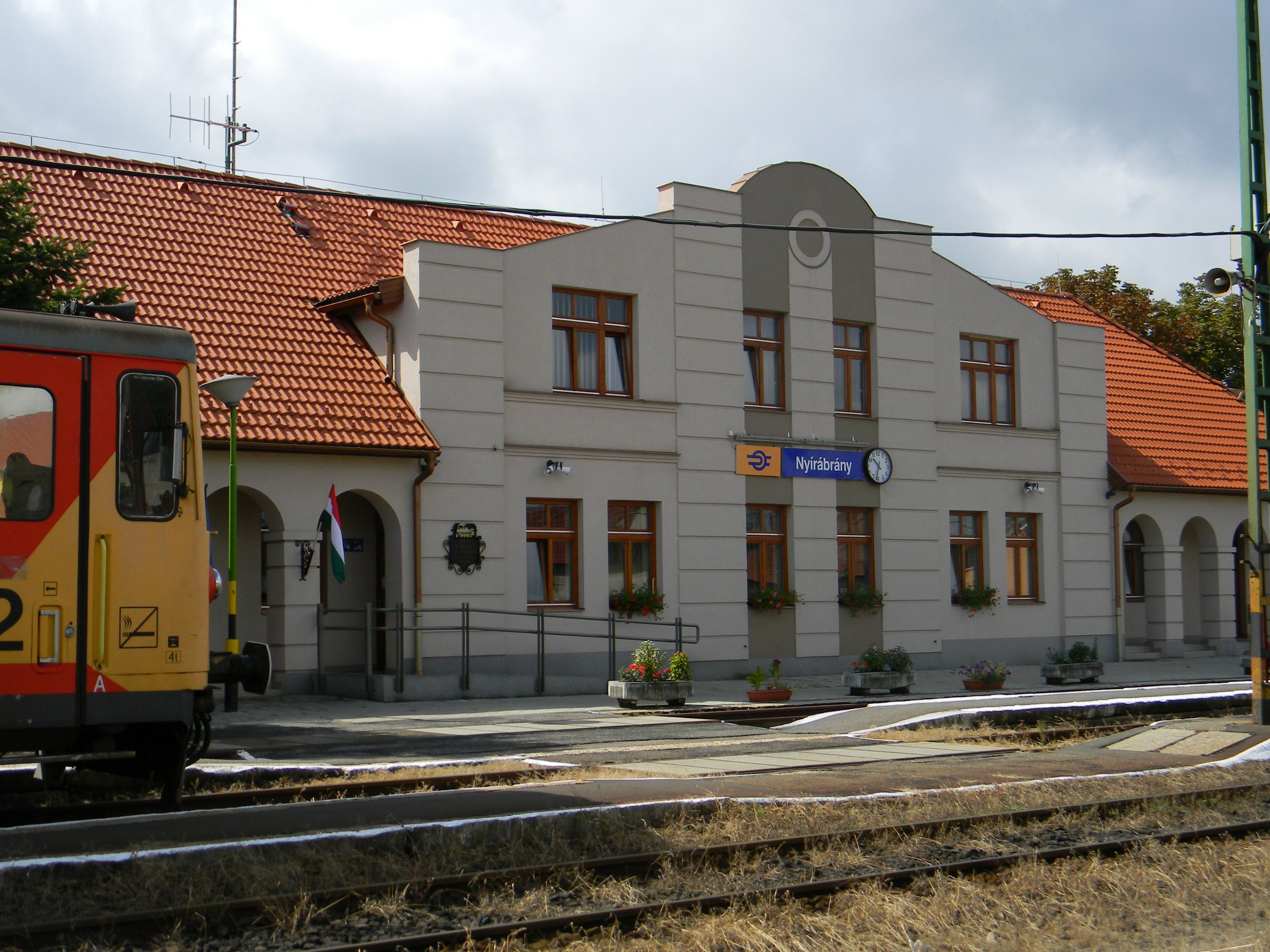
Nyírábrány vasútállomás

A vonalon jelenleg csak két vasútállomás található: a román oldalon Érmihályfalva vasútállomás (itt csatlakozik a 402-es vasútvonalhoz), illetve Nyírábrány vasútállomás a magyar oldalon. Az országhatár és Érmihályfalva közt korábban létezett Barantóhegy megállóhely már megszűnt. Napi három nemzetközi személyvonat is közlekedik Debrecen, illetve Nagyvárad, Szatmárnémeti, valamint Szatmárnémetin át Zsibó között.